# Franz Xaver Weigl
Franz Xaver Weigl (* 5. Februar 1878 in Preith, Mittelfranken; † 19. November 1952 in München) war ein deutscher Pädagoge und Vertreter des Ansatzes einer religiös-sittlichen Taterziehung. Er hatte die Schulentwicklung in Bayern maßgebend und nachhaltig beeinflusst.

## Leben und Wirken
Der in eine Lehrerfamilie Hineingeborene absolvierte von 1891 bis 1896 eine Lehrerausbildung an der Königl. Lehrerbildungsanstalt in Eichstätt, anschließend noch in München eine einjährige Zusatzausbildung am „Köngl. Central-Taubstummen-Institut“. Folgend war er als Sonderschul- und Volksschullehrer in München tätig. Ab 1905 zeichnete er als Herausgeber der Anthologien Pädagogische Zeitfragen Sammlung von Abhandlungen aus dem Gebiete der Erziehung verantwortlich. Im Jahre 1906 wurde er zusammen mit Joseph Göttler zum Vorstand der süddeutschen Sektion des „Vereins für christliche Erziehungswissenschaft“ gewählt, der sich zur Aufgabe gemacht hatte, die Ergebnisse der christlichen Erziehungswissenschaft in die Schulpraxis einzuführen. Zusammen mit seinem Bruder gründete Weigl in München den Karl-May-Club. Ab 1900 korrespondierte er rege mit Karl May und besuchte ihn auch im August 1903 in Radebeul.
1919 wurde Weigl Abgeordneter der Bayerischen Volkspartei und kurz darauf zum Stadtschulrat von Amberg ernannt. Dieses Amt hatte er bis 1930 inne. Im Ruhestand kehrte er nach München zurück und widmete sich bis zu seinem Tode der Katholischen Lehrerbildung und war ferner in der Redaktion der Zeitschrift „Pädagogische Welt“ tätig. 1947 rief er am Donauwörther Cassianeum die pädagogischen Ferienkurse ins Leben, die Lehrer aus ganz Bayern, aber auch aus den übrigen westdeutschen Bundesländern, aus der Schweiz und Österreich besuchten.
Der angesehene Schulmann gehörte zu den Initiatoren und Promotoren der Arbeitsschulbewegung in Bayern. Er verfolgte damit eine dreifache Zielsetzung:
Einmal soll der Unterricht (auch durch die Aufnahme der Handarbeit) den Schüler auf sein zukünftiges Leben vorbereiten; zum zweiten soll die Erziehung von der Lebenswirklichkeit des Schülers ausgehen, seine Interessen, Ideale und Wertvorstellungen kennen und daraus ihre Maßnahmen ableiten, wobei die geistige Selbständigkeit resp. Bildung des Schülers im Mittelpunkt steht und zum dritten solle eine sittlich-religiöse Taterziehung zur wirklichen sittlichen Tat führen und damit in das Leben einführen.
Weigl war rege publizistisch tätig. Er hatte über 80 Bücher und mehr als 300 Zeitschriftenbeiträge veröffentlicht. Dabei gehören sein erstmals 1912 erschienenes Werk „Bildung durch Selbsttun“ sowie das Buch „Schule und Leben“ und die im Jahre 1921 veröffentlichte und in mehreren Ausgaben aufgelegte Schrift „Wesen und Gestaltung der Arbeitsschule“ wohl zu seinen bedeutendsten Hauptwerken.

## Werke (Auswahl)
- Bildung durch Selbsttun, München 1912
- Gesinnungsbildung in den Sachfächern, Habelschwerdt 1924
- Die Volksschule. Ihre Bildungs- und Erziehungsarbeit, München 1931
- Arbeitsschulpädagogen, Donauwörth 1946
- Wesen und Gestaltung der Arbeitsschule, Paderborn 1949
- Schule und Leben, Paderborn o. J.